# Gorączka krwotoczna z zespołem nerkowym
Gorączka krwotoczna z zespołem nerkowym (łac. febris haemorrhagica cum nephropathia; ang. hemorrhagic fever with renal syndrome; HFRS) – zbiorcza nazwa wprowadzona przez WHO w roku 1984 dla ostrej wirusowej choroby przenoszonej przez drobne gryzonie (wyjątkowo transmisję między ludźmi stwierdzono w Ameryce Południowej), wywołanej przez kilka serotypów hantawirusów.

## Historia odkrycia
Ostra, epidemiczna choroba charakteryzująca się gorączką, ostrą, zwykle ustępującą niewydolnością nerek, krwawieniami, w skrajnych przypadkach wstrząsem i śmiercią była obserwowana wśród żołnierzy (zarówno amerykańskich jak i koreańskich) w czasie wojny koreańskiej. Ocenia się, że zdiagnozowano chorobę u ok. 3000 amerykańskich żołnierzy, wśród których wystąpiła około dziesięcioprocentowa śmiertelność. Ta epidemia zainicjowała wieloletnie poszukiwania, zakończone w 1978 roku wyizolowaniem wirusa od jego zwierzęcego nosiciela, pospolitej myszy polnej (Apodemus agrarius). Autorami badań byli Karl M. Johnson i Ho-Wang Lee. Nazwano wirusa od miejsca pochwycenia gryzonia: okolic rzeki Haantan we wschodniej Korei wirusem rzeki Hantaan (Hantaan River virus). Od tego czasu odkryto wiele szczepów wirusa, tradycyjnie nazywane są od miejsc wyizolowania. Z powodu interakcji między językiem koreańskim i angielskim różnie zapisywano nazwę wirusa, ostatecznie przyjęło się nazywanie całej grupy wirusami Hanta, a pierwszego zidentyfikowanego szczepu wirusem rzeki Hantaan. Z czasem zorientowano się, że podobne występujące epidemiczne zespoły kliniczne obserwowano od dawna głównie w Azji Wschodniej, później także w Europie, Afryce. Obecnie choroba jest dość szeroko rozpowszechniona, w samych Chinach rejestruje się rocznie około 100000 przypadków.

## Etiopatogeneza
Choroba występuje w Azji, Europie, Afryce, Ameryce Południowej i Północnej. Jest wywoływana przez grupę wirusów Hanta (poszczególne nazwy pochodzą od miejsc ich odkrycia, np."Hantaan River”, Seoul, Puumala, „Dobrava-Belgrad” i wiele innych). Patogen jest przenoszony przez gryzonie – wydalany jest z moczem, kałem i śliną. Zakażenie następuje drogą wziewną, w przypadku wirusów powodujących HFRS nie stwierdzono transmisji między ludźmi (wirus ANDY z Ameryki Południowej, jedyny jak dotąd hantawirus przenoszony pomiędzy ludźmi, powoduje hantawirusowy zespół płucny)
Patogeneza nie jest do końca jasna. W przeciwieństwie do wirusów innych gorączek krwotocznych hantawirusy nie powodują zwiększenia przepuszczalności naczyń in vivo, nie wykazano także bezpośredniej cytotoksyczności wobec komórek gospodarza, stąd wniosek o wiodącej roli układu immunologicznego gospodarza w obserwowanym obrazie klinicznym.

## Rezerwuar i drogi przenoszenia
Wszystkie znane szczepy wirusów powodujące HFRS przenoszone są przez gryzonie, wydaje się, że szczepy wirusa są specyficzne gatunkowo; infekcja jest dla gryzonia przewlekła i nieszkodliwa. W warunkach Polski rezerwuarem wirusa są nornica ruda (wirus Puumala) i mysz leśna (wirus Dobrava-Belgrad).
Zachorowania przenoszone przez te gryzonie dotyczą obszarów wiejskich, wśród hantawirusów tylko szczep Seoul przenoszony przez szczura śniadego występuje w obszarach zurbanizowanych.   

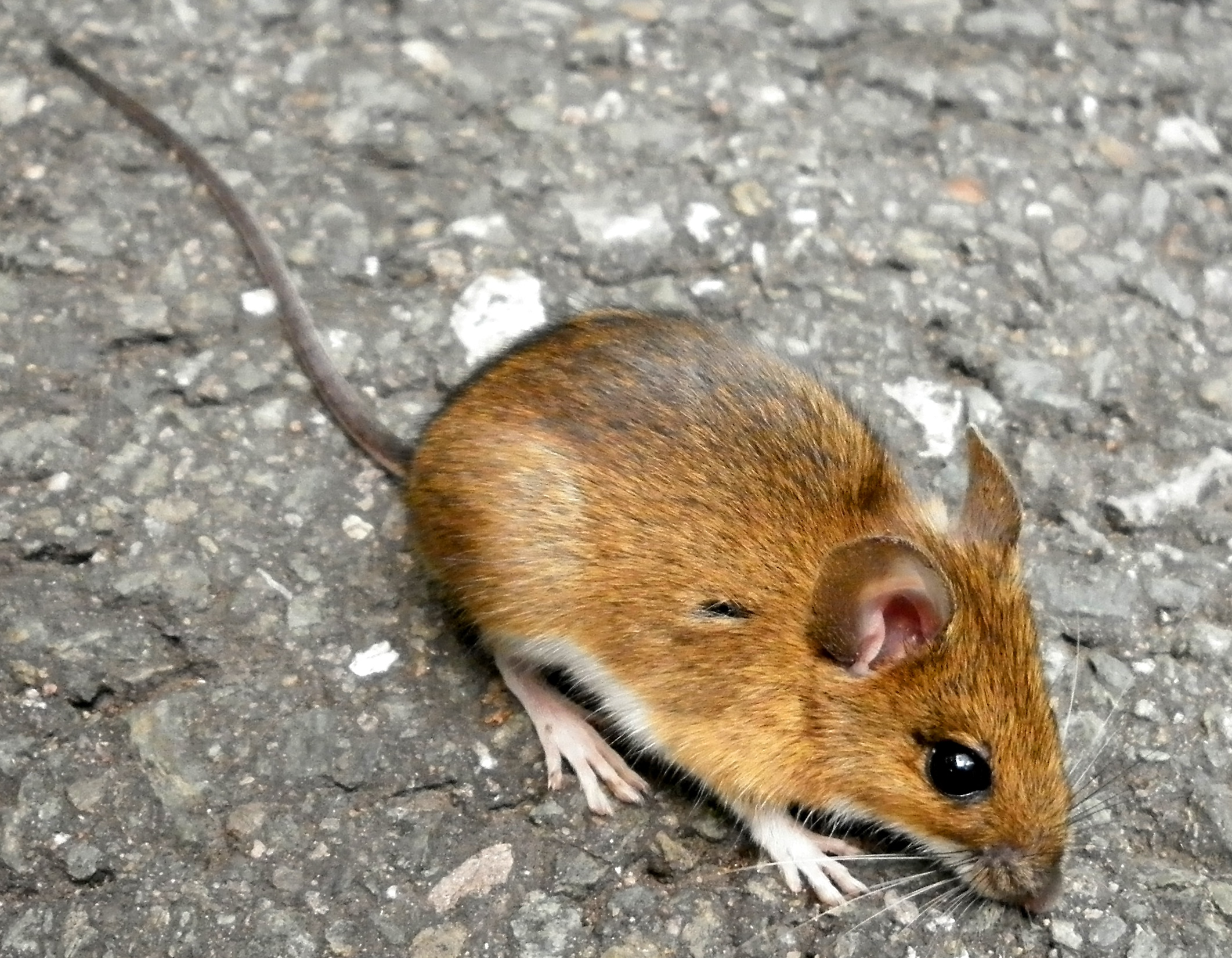
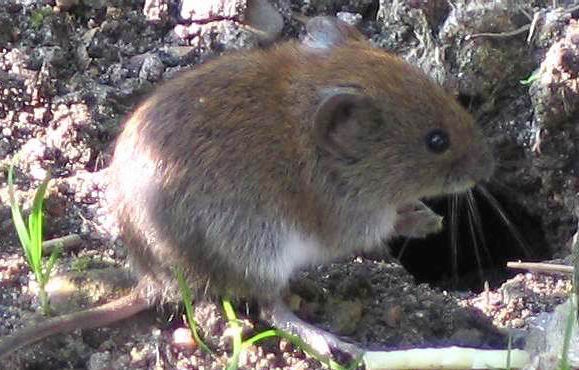
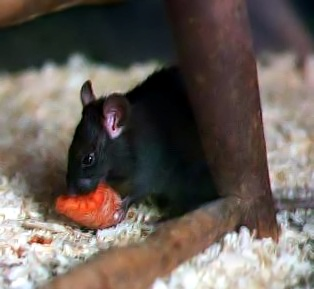

Wdychanie rozpylonych odchodów lub moczu gryzoni pozostaje jedyną znaną drogą przenoszenia choroby na ludzi, nie stwierdzono transmisji między ludźmi.

## Klinika
Okres wylęgania wynosi około 2 tygodni, może przedłużyć się do 8 tygodni. W większości przypadków przebieg choroby układa się w dość charakterystyczny zespół.
- Okres objawów grypopodobnych, na początku występuje gorączka, zwykle o nagłym początku, osiągająca wartości powyżej 38,5 stopnia Celsjusza (zwykle znacznie powyżej), znaczne osłabienie, zaczerwienienie twarzy, nudności, wymioty, nieco później bóle pleców, brzucha, brak apetytu, uogólnione poczucie choroby. Trwa to zwykle trzy do sześciu dni, stan chorego jest dość dobry, a zachorowanie jest traktowane jako grypa lub ciężkie przeziębienie. Zwykle pod koniec tej fazy pojawia się typowa dla tej infekcji trombocytopenia (nieraz głęboka) oraz manifestacja uszkodzenia nerek w postaci białkomoczu, rzadziej hematurii; w rozmazie krwi obwodowej wykrywa się nieprawidłowe formy limfocytów (co trzeba różnicować z ostrą białaczką), zwykle występuje leukopenia.
- Około szóstego dnia choroby wraz ze spadkiem gorączki, często gwałtownym, następuje krytyczna faza, dotąd stabilny stan chorego znacznie się pogarsza, występują spadki ciśnienia tętniczego krwi, do wstrząsu włącznie, może wystąpić wtórna do małopłytkowości skaza krwotoczna, zdarza się także rozwinięcie się zespołu rozsianego wykrzepiania wewnątrznaczyniowego z wtórnymi zaburzeniami krzepnięcia i niewydolnością wielonarządową. W badaniach biochemicznych utrzymuje się: małopłytkowość, białkomocz, biochemiczne cechy uszkodzenia wątroby, narastają parametry uszkodzenia nerek, może wystąpić oliguria z ostrą niewydolnością nerek, a nawet anurią.
- Po około dwóch dniach stan chorego się stabilizuje, jeśli nie doszło do poważnych uszkodzeń narządowych ustępuje białkomocz, oliguria przechodzi w poliurię, wycofują się biochemiczne parametry uszkodzenia nerek i wątroby, znika trombocytopenia, leukopenia przechodzi w leukocytozę. Są to oznaki zdrowienia, chory przechodzi w fazę rekonwalescencji. U większości chorych choroba przechodzi bez trwałych następstw, choć zaburzenia odporności mogą utrzymywać się jeszcze przez wiele miesięcy.

Zachorowania dotyczą w znacznej większości mężczyzn w wieku 20-50 lat, choroba występuje także w wieku dziecięcym, jednak wówczas przebieg jest wyraźnie inny, dużo łagodniejszy, z dominującymi objawami brzusznymi, a w cięższych przypadkach sercowymi. Wobec tego przypadki często pozostają nierozpoznane. Ciężkość zachorowania i rokowanie wydaje się zależeć głównie od serotypu wirusa, najgorzej przebiegają zakażenia wirusem Haantan (15-20% śmiertelności - występuje w Azji) i Dobrava (12-15% - występuje głównie na Bałkanach), z drugiej strony serotyp Puumala charakteryzuje się niską śmiertelnością (około 0,5%), w Polsce identyfikowano wirusy serotypów „Puumala” - pierwotnie izolowany w Finlandii, później w Estonii, i Dobrava-Belgrad - pierwotnie identyfikowany na terenie Słowenii i Serbii.

## Diagnostyka
Izolacja wirusa jest możliwa tylko w pierwszych czterech dniach choroby, zwykle w tym czasie traktowanej jako grypa lub przeziębienie. Chorzy trafiają do szpitala zwykle z powodu braku poprawy po wielu dniach choroby, lub też w momencie pojawienia się skazy krwotocznej, objawów narządowych bądź po wykryciu zachorowania podczas badań wykonywanych z powodu przedłużającego się „przeziębienia”. Ze względu na występowanie przeciwciał w klasie IgG u sporego procenta pracowników leśnych obszarów endemicznych oraz samoograniczający się przebieg choroby prawdopodobnym jest, że sporo przypadków ma przebieg subkliniczny: dochodzi do wyzdrowienia w domu z zachorowania traktowanego jak przeziębienie czy też grypa. W przypadku zachorowań endemicznych rozpoznanie stawia się na podstawie charakterystycznego obrazu klinicznego. W przypadku wątpliwości badaniem potwierdzającym zakażenie jest dodatni wynik testu ELISA w kierunku swoistych przeciwciał IgM.
Istnieją techniki immunohistochemiczne barwienia tkanek uzyskanych od chorych, nawet zabezpieczonych wiele lat wcześniej (stąd informacje o wcześniejszych ogniskach epidemii), przydatne w badaniach naukowych, natomiast techniki oparte na polimerazowej reakcji łańcuchowej wykazują znaczną podatność na krzyżowe zanieczyszczenia, wobec czego w chwili obecnej nie są stosowane klinicznie.

## Leczenie
Nie ma leczenia swoistego, stosuje się leczenie objawowe i podtrzymujące, najważniejsze jest utrzymywanie odpowiedniego stanu nawodnienia chorego podczas ostrej choroby nerek, powszechnie podaje się antybiotyki w prewencji infekcji bakteryjnych wobec obserwowanych u chorych zaburzeń odporności. Istnieją doniesienia o korzystnym wpływie leczenia rybawiryną.

## Gorączka krwotoczna z zespołem nerkowym w Polsce[5][6]
Pierwsze polskie zachorowanie na omawiany zespół potwierdzono na Podkarpaciu w 2004 roku, choć podobny zespół objawów obserwowany był już wielokrotnie wcześniej; ze względu na łagodny obraz kliniczny, często samoograniczający się przebieg oraz brak dostępnej diagnostyki wirusologicznej nie były one identyfikowane jako infekcje hantawirusowe.
Od tego czasu zidentyfikowane zachorowania ograniczają się od obszaru Polski południowo-wschodniej, w szczególności Bieszczadów, Gór Sanocko-Turczańskich i wschodniej części Beskidu Niskiego. W latach 2007–2009 opisano małą epidemię w tamtym rejonie, później prowadzone konsekwentnie statystyki wykazywały w latach 2010-2013 mniej więcej stały poziom zachorowań: sześć do ośmiu osób na rok; wyjątkowy okazał się rok 2014, kiedy to zarejestrowano 54 przypadki infekcji hantawirusowej.
Przebieg przypadków identyfikowanych w Polsce jest łagodny lub średnio ciężki, bez powikłań narządowych, niekiedy z powikłaniami ograniczającymi się do ostrego śródmiąższowego zapalenia nerek z białkomoczem (często o nasileniu nerczycowym), pogorszeniem czynności nerek (rzadko wymagającym hemodializ), zarejestrowano pojedyncze przypadki schyłkowej niewydolności nerek (prawdopodobnie u osób z przewlekłą chorobą nerek na innym podłożu). Do 2009 roku nie zarejestrowano w Polsce przypadku śmiertelnego.
Na terenie Polski zidentyfikowano serologicznie występowanie wirusów Puumala i Dobrava-Belgrad, zaobserwowano też typowe dla tych dwóch wirusów różnice w przebiegu choroby.